# Serghei Tumanski
Serghei Konstantinovici Tumanski (Сергей Константинович Туманский) (n. 21 mai 1901, Minsk — d. 9 septembrie 1973, Moscova) a fost un proiectant sovietic de motoare destinate aeronavelor.

### Modele
- M-87
- M-88
- RD-9
- R-11
- R-13
- R-15
- R-25

1. 1 2 3 4 5 6 7 8 9 10 11 12 13 14 15 16  Aviația Rossii : biograficeskaia iențiklopedia : 1909-2009 : A--Ea[*] Verificați valoarea |titlelink= (ajutor)
2. 1 2 3  Туманский Сергей Константинович, Marea Enciclopedie Sovietică (1969–1978)[*]
3. 1 2  XX vek. Aviastroenie Rossii v lițah : iențiklopediceski slovar[*] Verificați valoarea |titlelink= (ajutor)